# Font de la Sirena (Lleida)
La font de la Sirena és una font ornamental que es pot trobar en el Parc dels Camps Elisis de Lleida.

## Història
Abans de la Sirena hi havia una Nimfa, que datava de l'any 1864 amb la inauguració dels Camps Elisis i que després de la riuada de l'any 1982 es va deteriorar molt i es va canviar per la Sirena.
La Font de la Sirena data de finals de l'any 1982 i se'n desconeix l'autor, com la majoria de fonts ornamentals de Lleida. És representada una Sirena asseguda en una roca i pel cargol de mar li surt l'aigua. Està envoltada en un parterre ple de roses, que és conegut com a Parterre de la Font de la Sirena o Parterre de les Granotes.
Amb la reforma que es va fer dels Camps Elisis l'any 2007, es va treure l'aigua de la Font de la Sirena i es va posar pedres en lloc de l'aigua. Al febrer de l'any 2010, el grup municipal d'ICV, va portar al Ple Municipal: Iniciar els treballs pertinents perquè es recuperi el funcionament de la font de la Sirena dels Camps Elisis, que fou rebutjada, però la regidora d'Urbanisme, Marta Camps, va dir que es tornaria a mirar i el 8 de març del 2011 van començar els treballs d'arranjament de la Font de la Sirena, de la del Lleó i la de les Granotes o Nenúfars, i el 25 de març va provar-se, i el dia 5 d'abril de 2011 en funcionament definitiu.

## Galeria d'imatges

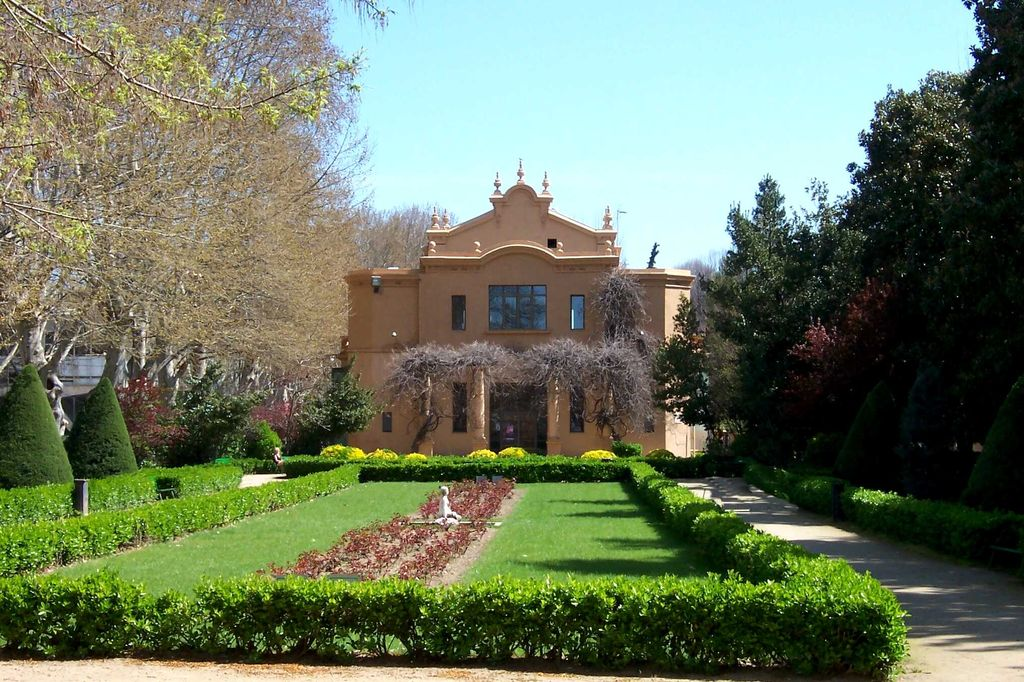
Parterre de la Font de la Sirena
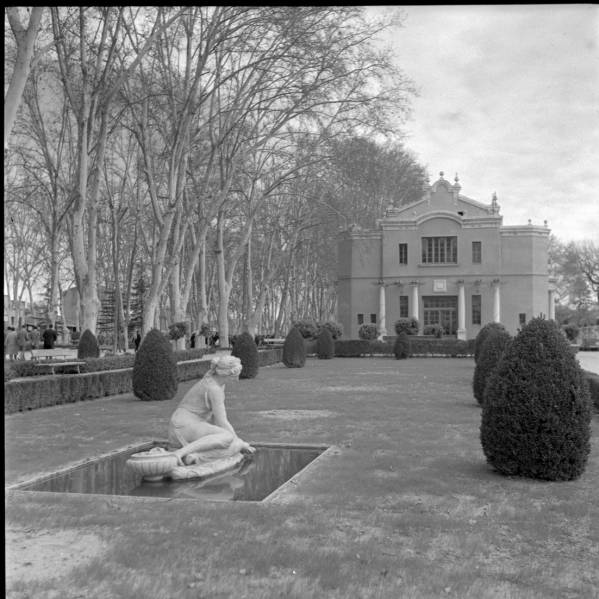
Font de la Nimfa